# Oronsay (Hébrides extérieures)
Pour les articles homonymes, voir Oronsay.
Ne doit pas être confondu avec Ornsay, Orosay ou Orsay.
Oronsay est une île du Royaume-Uni située en Écosse.